# Vardun Point
Der Vardun Point (englisch; bulgarisch нос Вардун nos Wardun) ist eine 1 km lange Landspitze an der Graham-Küste des Grahamlands auf der Antarktischen Halbinsel. Sie liegt 13,85 km ostsüdöstlich des Vorweg Point, 9,17 km südöstlich des Duyvis Point, 6 km westlich des Strelcha Spur und 7,35 km nordwestlich des höchsten Punkts des Mitino Buttress, dessen Ausläufer die Landspitze ist, am Kopfende der Barilari-Bucht. 
Britische Wissenschaftler kartierten sie 1971. Die bulgarische Kommission für Antarktische Geographische Namen benannte sie 2015 nach der Ortschaft Wardun im Nordosten Bulgariens.